# Côte d'Ereffe
De Côte d'Ereffe is een beklimming in de wielerklassieker Waalse Pijl. Het is de tweede klim van de wedstrijd. Ondanks dat deze heuvel niet bijzonder lang is, is hij, dankzij zijn steile begin, een behoorlijk obstakel. Overigens is dit zelden de scherprechter in de koers: de Côte d'Ereffe moet al worden bedwongen na 85,5 van de 195,5 kilometer.
Deze beklimming is opgenomen in de Cotacol Encyclopedie met de 1.000 zwaarste beklimmingen van België.